# Sociología de la ignorancia científica
La sociología de la ignorancia científica (SSI, por sus siglas en inglés) es el estudio de la ignorancia en y de la ciencia. La forma más común es ver la ignorancia como algo relevante, en lugar de simplemente falta de conocimiento. Hay dos áreas distintas en las que se estudia la SSI: algunas se centran en la ignorancia en la investigación científica, mientras que otras se centran en la ignorancia pública de la ciencia. La sociología de la ignorancia científica es un campo complementario a la sociología del conocimiento científico (SSK). 
Al estudiar la ignorancia en la investigación científica, el punto de vista común es que la ignorancia puede utilizarse como herramienta en la ciencia. Un ejemplo de esto es el proceso de caja negra (blackboxing), que es la noción de que puede ser beneficioso ocultar las partes internas de un sistema y hacer que solo la entrada y la salida sean visibles para el usuario.
Los estudios sobre la ignorancia pública de la ciencia se centran en cómo la ignorancia científica puede afectar a la sociedad, la visión pública de la ciencia y qué puede dar lugar a la ignorancia pública de la ciencia. Esta área está relacionada con la comprensión pública de la ciencia.

## La ignorancia en la investigación científica
Generalmente, la palabra ignorancia tiene un tono negativo y durante mucho tiempo la ignorancia científica se consideró algo puramente negativo. Sin embargo, recientemente la gente ha comenzado a abandonar esta idea y, en cambio, intenta encontrar usos de la ignorancia deliberada. A esto se le ha llamado generalmente ignorancia útil. Un primer paso para encontrar usos de la ignorancia es darse cuenta de que la ignorancia es inevitable. Como dice Matthias Gross: "nuevo conocimiento significa también más ignorancia". Gross también habla de la conexión entre ignorancia y sorpresa. La sorpresa puede revelar aquello que los científicos ignoran, lo que les ayuda a centrar su investigación para adquirir conocimientos. Por otro lado, la ignorancia es lo que da lugar a la sorpresa, haciendo que ambas estén muy conectadas.

### Movilización de la ignorancia
En correspondencia con la movilización del conocimiento, que se refiere a poner en uso el conocimiento disponible, se ha introducido un concepto de movilización de la ignorancia. "La movilización de la ignorancia puede entenderse como el uso de la ignorancia para el logro de objetivos". Este concepto también hace una distinción entre dos tipos de ignorancia: el no conocimiento activo es la ignorancia que intencionalmente o no se tiene en cuenta dentro de la ciencia; el no conocimiento latente es ignorancia que no se tiene en cuenta. Este último se parece más a la antigua visión de la ignorancia, como falta de conocimiento. Se puede decir que la movilización de la ignorancia tiene como objetivo cambiar el desconocimiento latente en desconocimiento activo, haciéndolo así útil para futuras investigaciones.

### Ignorancia especificada
La ignorancia específica es la noción de no conocimiento del que los científicos son conscientes y deben transformarse en conocimiento para adquirir conocimiento de otra cosa. "El reconocimiento expreso de lo que aún no se sabe pero que es necesario conocer para sentar las bases de un conocimiento aún mayor". Esto puede ayudar a los científicos a dirigir su investigación, ya que muestra qué estudios previos deben realizarse antes de realizar la investigación principal.

## La ignorancia pública de la ciencia
Esta división de la SSI generalmente analiza las causas de la ignorancia pública de la ciencia, así como el impacto que puede tener en la investigación científica y la sociedad. Una forma de categorizar las causas de la ignorancia utiliza las siguientes tres categorías: 
- Elección deliberada, por no estar interesado.
- División del trabajo, lo que significa que no es relevante para el trabajo de cada uno.
- Constitución mental, es decir tener una mente no científica.

También se han realizado estudios que se centran en gran medida en el papel de los periodistas – y medios de comunicación en general – juego cuando se trata de la ignorancia pública de la ciencia y los conceptos científicos erróneos comunes. La razón por la que los periodistas difunden información falsa o engañosa puede ser porque creen que la información es cierta o por algún beneficio personal para el periodista. Una forma común de dar peso a las afirmaciones de los periodistas es señalar una controversia científica o la ignorancia dentro de la investigación científica. Aunque esto último es inevitable, según la opinión común en SSI, esto ha hecho que los científicos sean más reacios a discutir su ignorancia, ya que esto podría ser utilizado por los medios para menospreciar su trabajo. Un área en la que se dice que los medios han jugado un papel destacado en la opinión pública sobre el asunto es la controversia sobre el calentamiento global.

## Otras lecturas
- Gross, Matthias; McGoey, Linsey (2015). Routledge International Handbook of Ignorance Studies. New York: Routledge. ISBN 978-0-415-71896-7.
- Gigerenzer, Gerd and Garcia-Retamero, Rocio. Cassandra's Regret: The Psychology of Not Wanting to Know (March 2017), Psychological Review, 2017, Vol. 124, No. 2, 179–196. Paper proposes a regret theory of deliberate ignorance.   A summary discussion of the paper on the website of the American Psychological Association (APA).

- Datos: Q20669236